# Chunkanán (Campeche)
Chunkanán es una localidad del estado mexicano de Campeche. Es parte del municipio de Hecelchakán.

## Toponimia
El nombre «Chunkanán» proviene del maya. Su significado es «al pie de la planta».

## Demografía
| Gráfica de evolución demográfica |
|                                  |

| Censo | Población |
| ----- | --------- |
| 1900  | 225       |
| 1910  | 310       |
| 1921  | 293       |
| 1930  | 294       |
| 1940  | 296       |
| 1950  | 392       |
| 1960  | 373       |
| 1970  | 322       |
| 1980  | 565       |
| 1990  | 803       |
| 2000  | 751       |
| 2010  | 885       |
| 2020  | 1 100     |